# Kang Jeungsan
Kang Jeungsan, il cui nome è traslitterato anche come Gang Il-sun (coreano: 강일순?; Hanja: 姜甑山S; Jeongeup, 19 settembre 1871 – 24 giugno 1909), è stato un religioso coreano, fondatore dello jeungsanismo, un movimento religioso che, dopo la sua morte, ha generato circa cento nuove religioni diverse, tra cui Daesoon Jinrihoe e Jeung San Do.
Gli studiosi considerano lo jeungsanismo, come è stato chiamato il suo movimento, e varie nuove religioni coreane (sinheung jonggyo, letteralmente "religioni nate recentemente") che ne derivano, come una forma di sincretismo tra buddismo (Bul-gyo), confucianesimo (Yu-gyo) e taoismo (Do-gyo) a cui si uniscono intuizioni religiose originali di Kang e alcuni elementi presi a prestito dal cristianesimo (Gidok-gyo) così come pure un sottostrato di sciamanesimo coreano (Musok-Sinang).

## I primi anni
Kang Jeungsan è nato nella contea di Gobu, nella provincia di Jeolla (l’attuale circoscrizione di Deokcheon di Jeongeup, nella provincia della Jeolla Settentrionale, in Corea del Sud) il 19 settembre 1871, secondo il Calendario lunare per lo più adoperato dai suoi seguaci. Una letteratura agiografica composta dai discepoli descrive i fenomeni miracolosi che ne avrebbero costellato i primi anni di vita. I resoconti agiografici riportano, per esempio, che “al tempo della sua nascita [...] due fate scesero dal cielo nella sala parto”, riempiendola di un “aroma dolce”. Successivamente, è stato sostenuto che egli abbia “imparato i classici cinesi nella scuola del suo villaggio, padroneggiandoli tanto bene da saperli recitare a memoria”, comprendendone interamente il significato.
Nel 1891 Kang sposa Jeong Chi-sun (1874-1928), nativa della contea di Gimje. Nel 1894 apre una scuola in casa di suo cognato, Jeong Nam-Gi. Famoso per la sua conoscenza del buddismo, confucianesimo, taoismo e delle religioni popolari coreane, raduna attorno a sé diversi discepoli. S’ipotizza che abbia pure fatto visita a Kim Il-Bu (1826-1898), il noto studioso coreano che inaugurò il Jeong-yeok, una nuova interpretazione dell’I Ching (Libro dei mutamenti) cinese. A propria volta, si dice che Kim abbia introdotto una nuova disposizione dei trigrammi dell’I Ching assieme ad altri diagrammi e a un testo di spiegazione comprendenti intuizioni ricevute nel corso di una visione misteriosa. Il suo “riequilibrio” dei trigrammi ha esercitato una profonda influenza su molte nuove religioni coreane, tra cui quelle derivate da Kang.

## Donghak
Nel 1860 Choe Je-u (1834-1864), preoccupato dalla sempre maggiore influenza occidentale, dalla crescente presenza giapponese nella Corea dell’epoca Joseon, dalla corruzione diffusa nel governo e nella religione istituzionale, oltre che dall’abuso di potere degli yangban (gli aristocratici), affermò di avere ricevuto una rivelazione dal Dio Supremo (Sangje) ottenendo l’illuminazione. Fondò dunque il movimento del Donghak (“Insegnamento orientale”), prototipo di molte nuove religioni sincretiste coreane successive. Il Donghak culminò nella fallita ribellione che nel 1894 ne prese il nome, alimentata da un misto tra fervore religioso incentrato sulle prospettive millenariste di un messia venturo e rabbia contro le elevate tasse imposte da Seoul. Centrale negli insegnamenti di Choe Je-u era la fede nell’“Hu-Cheon Gaebyeok”, la Grande Inaugurazione (Gaebyeok) del Mondo Successivo (Hu-Cheon), il paradiso della nuova era del Donghak, che poi caratterizzò anche la prospettiva millenarista di Kang Jeungsan.
Di fatto Kang Jeungsan insisteva nel proclamarsi Sangje in persona, il quale, prima d’incarnarsi sulla Terra, avrebbe impartito quella rivelazione a Choe Je-u. Kang "aveva legami considerevoli con il movimento Donghak, non solo ideologicamente, ma anche geograficamente", dato che il villaggio in cui viveva distava solo quattro chilometri dal luogo della prima insurrezione della rivoluzione Donghak. Più tardi, Kang radunò un certo numero di seguaci nella provincia della Jeolla Settentrionale, dove viveva, fra i quali vi erano alcuni membri del Donghak. Benché fosse interessato alle idee religiose del Donghak, Kang Jeungsan predisse, con esattezza, la sconfitta delle sue milizie contadine consigliando ai propri seguaci di non unirsi a esse. Del resto riteneva che la soluzione dei problemi della Corea, e della società umana in generale, fosse il risveglio spirituale e non la ribellione armata.

## Pretese messianiche
Dopo la sanguinosa sconfitta del Donghak, Kang Jeungsan vagò tre anni per la Corea, tastando il polso della popolazione. Nel 1900 tornò a casa e, a partire dagli anni seguenti, riunì un numero considerevole di seguaci. Secondo costoro, nell’estate del 1901 Kang raggiunse l’illuminazione sul monte Moaksan, dopo 49 giorni di pratiche ascetiche e di digiuno. In realtà, i suoi seguaci sostengono che il loro leader abbia raggiunto ben più dell’illuminazione giacché ne accettano la pretesa di essere Sangje, il Signore Supremo, che aveva impartito una rivelazione a Choe Je-u e che in seguito si era incarnato in questo mondo per iniziare una Nuova Era. Secondo Daesoon Jinrihoe, il più vasto movimento religioso che riconosce Kang come Sangje, le pratiche ascetiche cui egli si sottopose sul monte Moaksan vennero svolte per aprire il Grande Dao del Cielo e della Terra e per giudicare gli esseri divini. I seguaci sostengono anche che egli abbia giudicato tutte le divinità del “Mondo Precedente”, abbia aperto la via al “Mondo Successivo” e, attraverso i rituali eseguiti tra il 1901 e il 1909, abbia ottenuto il completo “Riordinamento dell’Universo” (Cheonji Gongsa).
Daesoon Jinrihoe crede che nell’opera di riordino sia rimasto ancora qualcosa da completare di cui si sono poi incaricati i successori di Kang nell’ortodossia dottrinale, Jo Jeongsan (1895-1958) e Park Wudang (1918-1996). Un altro ramo dello jeungsanismo, il Jeung San Do, crede che, così come Kang è Dio Padre, la sua discepola Goh Pan-Lye (1880-1935), riverita dal movimento con il titolo di Tae-mo-nim, sia Dio madre, e che tra il 1926 e il 1935 abbia operato il proprio riordinamento dell’Universo.

## Rapporti con i giapponesi
Dopo la ribellione Donghak, il Giappone ha fatto sentire sempre più la propria presenza in Corea, una situazione poi culminata nel Trattato di annessione nippo-coreano del 1910 che ha formalmente unito i due Paesi. Kang Jeungsan mantenne un atteggiamento simile a quello mostrato ai tempi in cui dovette confrontarsi con il movimento Donghak. Quantunque critico di quei coreani che si schierarono incondizionatamente con i giapponesi, Kang Jeungsan fece udire ancora la propria voce contro "qualsiasi forma di violenza" e "sottolineò la riconciliazione e la pace”, spingendosi pure a dire che il periodo del dominio giapponese sulla Corea avrebbe portato alla risoluzione delle ragioni di risentimento che il Giappone aveva conosciuto nel corso della storia.
Il suo atteggiamento pacifico non lo protesse però dal sospetto che le autorità giapponesi nutrivano nei suoi confronti. Il 25 dicembre 1907 furono dunque arrestati lui e diversi suoi seguaci, con l’accusa di voler sollevare un esercito contro Tokyo. A quanto si dice, Kang "ebbe modi pacifici persino in prigione" e "non protestò in alcun modo contrò le autorità". Rilasciato il 4 febbraio 1908, continuò i rituali e la predicazione, morendo il 24 giugno 1909 nella Clinica Donggok che aveva fondato nel 1908.

## Eredità
Kang Jeungsan non designò un successore e, dopo la sua scomparsa, il movimento si è diviso in molte fazioni. Nel 1911, Goh Pan-Lye (1880-1935, “Subu”, letteralmente “signora capo”, benché nella cerchia di Kang vi fossero due “Subu”), una discepola, si fece strada giungendo a guidare una delle fazioni maggiori, poi finita sotto il controllo di suo cugino, Cha Gyeong-Seok (1880-1936). Secondo alcuni studiosi, il ramo di Cha, noto come bocheonismo (Bocheob-gyo), "durante il periodo coloniale giapponese ebbe più seguaci di qualsiasi altra religione coreana, con un numero stimato di aderenti superiore ai 6 milioni". Eppure declinò con grande rapidità. Goh ruppe con Cha nel 1919, fondando una propria organizzazione che dopo la sua morte si divise anch’essa in fazioni rivali.
Kim Hyeong-Ryeol (1862-1932), un altro dei discepoli preminenti di Kang Jeungsan, dapprima appoggiò Cha, salvo poi staccarsene nel 1914 per fondare un’ennesima diramazione con l’aiuto della vedova di Kang Jeungsan, Jeong. Di nuovo questo ramo si è suddiviso in parecchi altri gruppi indipendenti. È dunque così che sono sorti circa cento gruppi diversi, tutti richiamantisi all’eredità di Kang Jeungsan, benché oggi ne sopravvivano solo alcuni.
Il gruppo più numeroso è Daesoon Jinrihoe, nato da Jo Jeongsan (1895-1958), che non è stato un discepolo diretto di Kang Jeungsan, ma che ha sostenuto di averne ricevuto una rivelazione nel 1917, otto anni dopo la morte. I seguaci di Jo Jeongsan affermano però che nel 1909 Kang Jeungsan vide transitare un treno con a bordo Jo Jeongsan, allora adolescente, in viaggio con la famiglia verso Bongcheon, in Manciuria, dove avrebbe vissuto in esilio e che in quella occasione abbia affermato: “A 15 anni un uomo può fare qualsiasi cosa se è in grado di portare con sé una targhetta con il suo nome (“hoape”)”. Parole, queste, che per quei seguaci sono poi divenute il segno con cui Kang Jeungsan avrebbe indicato Jo Jeongsan come proprio successore.
L’unica figlia di Kang, Sun-Im (1904-1959), ha dapprima accettato la guida di Jo e poi ha fondato una propria branca del jeungsanismo, nota come Jeung San Beob Jong Gyo, che ha sede nella provincia coreana della Jeolla Settentrionale. Dopo lunghe vertenze legali con altre branche, ha ottenuto i resti mortali di Kang e della moglie, che attualmente conserva appunto in quella sede.
Sia come sia, e benché le statistiche siano a propria volta oggetto di discussione, è fuori di dubbio che un gran numero di coreani, forse persino parecchi milioni, siano collegati all’uno o all’altro ramo del movimento religioso iniziato da Kang Jeungsan e che dunque lo riconoscano come incarnazione divina. La maggior parte di essi appartiene oggi a Daesoon Jinrihoe. Sia questo movimento sia il movimento Jeung San Do hanno varato anche attività missionarie all’estero, specialmente negli Stati Uniti d’America. Certamente Kang Jeungsan non riteneva il proprio messaggio di salvezza confinato alla Corea, insegnando anzi esplicitamente d’intenderlo come destinato al mondo intero.